# Юрово (Брянская область)
Юрово — село Трубчевского района Брянской области России. Является центром Юровского сельского поселения. Находится в 6 км к юго-востоку от села Плюсково, в 20 км к северо-востоку от Трубчевска.

## История
Устаревшим названием села является — Юров.
Возможно, село назвали так, потому что ставилось оно, как говорится в народе на «юру», то есть на голом месте, открытом ветрам, гулящих со всех сторон. И название это долгое время оправдывало экономическое состояние села. Из-за не совсем хороших погодных условий в селе выращивали скудные урожаи, а также была очень низкая продуктивность ферм. Но со временем все это было исправлено, и в селе стали выращивать хорошие и большие урожаи.
Упоминается с 1619 года как существующее село. Являлось бывшим дворцовым владением. С 1861—1924 годах являлось волостным центром Трубчевского уезда, затем относилось к Плюсковской волости Почепского уезда; с 1929 года относится к Трубчевскому району.
Храм Святого Иоанна Богослова, находившийся на территории села, упоминается с середины XVIII века. В 1793 был построен новый двухэтажный деревянный храм Сретения Господня (закрыт в 1930-х годах и на сегодняшний день не сохранился). В середине XIX века была открыта земская школа. В 1960 году основана библиотека.

## Население
| 2010 | 2013 |
| ---- | ---- |
| 515  | ↘484 |